# 9323 Hirohisasato
9323 Hirohisasato (1989 CV1) là một tiểu hành tinh vành đai chính được phát hiện ngày 11 tháng 2 năm 1989 bởi T. Seki ở Geisei.